# Uniwersytet Zhejiang
Uniwersytet Zhejiang (chiński: 浙江大学; pinyin: Zhèjiāng Dàxué) – publiczna uczelnia znajdująca się w Hangzhou (stolicy prowincji Zhejiang), założona w 1897 i zrestrukturyzowana na początku XXI wieku, klasyfikowana obecnie w pierwszej dziesiątce chińskich szkół wyższych.